# Aciagrion gracile
Aciagrion gracile är en trollsländeart. Aciagrion gracile ingår i släktet Aciagrion och familjen dammflicksländor. IUCN kategoriserar arten globalt som livskraftig.

## Underarter
Arten delas in i följande underarter:
- A. g. attenuatum
- A. g. gracile